# Biezuj
Biezuj, Biezwuj – staropolskie imię męskie, złożone z członów Biez- ("bez") i -(w)uj ("wuj"). Może zatem oznaczać "ten, który nie ma wuja".